# Tomoyasu Asaoka
Tomoyasu Asaoka, född 6 april 1962 i Tokyo prefektur, Japan, död 6 oktober 2021, var en japansk fotbollsspelare.